# Schäs

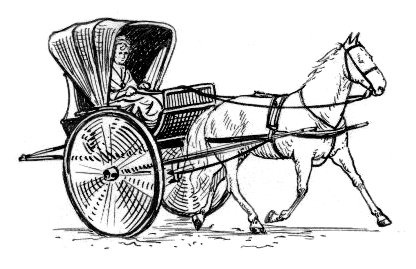
Schäs dragen av en häst.

Schäs (franska och engelska chaise, stol) var från början ett ensitsigt, tvåhjuligt åkdon draget av en häst, senare även benämning på ett mindre fyrhjuligt fordon för två eller fyra hästar. Schäsen hade då två framåtvända säten och kunde ha en kur. Schäsen användes ofta för befordran av post, ”postschäs”.